# Abdullah Yıldırmış
Muhammed Abdullah Yıldırmış (* 7. November 2003) ist ein türkischer Bogenschütze.

## Karriere
Abdullah Yıldırmış gab 2022 beim Weltcup in Antalya sein internationales Debüt. Sein erster internationaler Medaillengewinn gelang ihm bereits im selben Jahr bei den Mittelmeerspielen in Oran. Mit Samet Ak und Mete Gazoz belegte er den dritten Rang. Ein Jahr darauf gewann er bei den Weltmeisterschaften in Berlin in der Mannschaftswertung mit Mete Gazoz und Ulaş Berkim Tümer die Silbermedaille, was der erste Medaillengewinn einer türkischen Bogenschießmannschaft bei Weltmeisterschaften war. Im Einzel platzierte sich Yıldırmış 2024 in Yecheon mit Rang drei erstmals bei einem Weltcup auf dem Podest.
Bei den Olympischen Spielen 2024 in Paris ging Yıldırmış in zwei Konkurrenzen an den Start. Im Einzelwettbewerb belegte er nach der Platzierungsrunde Rang 58 und schied mit 2:6 gegen den späteren Silbermedaillengewinner Brady Ellison aus den Vereinigten Staaten bereits in der ersten Runde aus. Sehr erfolgreich verlief hingegen der Mannschaftswettbewerb für das türkische Aufgebot. Zusammen mit Mete Gazoz und Ulaş Berkim Tümer besiegte er nacheinander die Mannschaften Kolumbiens und Indiens, ehe die Türken im Halbfinale Frankreich knapp im Shoot-off unterlagen. Das abschließende Duell um Platz drei gewann die Türkei gegen China mit 6:2, sodass sich Yıldırmış, Gazoz und Tümer die Bronzemedaille sicherten. Dies war der erste Medaillengewinn in der olympischen Geschichte der Türkei bei einem Mannschaftswettbewerb.